# ダニエル・ゴセット
ダニエル・ジェームズ・ゴセット（Daniel James Gossett, 1992年11月13日 - ）は、アメリカ合衆国サウスカロライナ州スパータンバーグ郡ライマン出身のプロ野球選手（投手）。右投右打。愛称はグース（Goose）。

## 経歴

### プロ入り前
2011年のMLBドラフト16巡目（全体502位）でボストン・レッドソックスから指名されたが、契約せずにクレムゾン大学へ進学した。

### プロ入りとアスレチックス時代
2014年のMLBドラフト2巡目（全体65位）でオークランド・アスレチックスから指名され、プロ入り。契約後、傘下のA-級バーモント・レイクモンスターズでプロデビュー。12試合（先発1試合）に登板して1勝0敗、防御率2.25、25奪三振を記録した。
2015年はA級ベロイト・スナッパーズでプレーし、27試合に先発登板して5勝13敗、防御率4.73、112奪三振を記録した。
2016年はA+級ストックトン・ポーツ、AA級ミッドランド・ロックハウンズ、AAA級ナッシュビル・サウンズでプレーし、3球団合計で27試合に先発登板して10勝6敗、防御率2.69、151奪三振を記録した。
2017年は開幕からAAA級ナッシュビルでプレーし、6月14日にメジャー契約を結んでアクティブ・ロースター入りした。メジャーデビューとなった同日のマイアミ・マーリンズ戦では、先発して3.1回で6失点の投球で敗戦投手となった。この年メジャーでは18試合に先発登板して4勝11敗、防御率6.11、72奪三振を記録した。
2018年は5試合に先発登板して0勝3敗、防御率5.18、12奪三振を記録した。7月にはトミー・ジョン手術を受けている。
2019年は前年の手術の影響で全休した。
2020年7月22日にDFAとなり、27日に自由契約となった。

### レッドソックス傘下時代
2021年1月4日にボストン・レッドソックスとマイナー契約を結んだ。

## 投球スタイル
速球系ではフォーシームとツーシームを投げ、変化球ではスライダー、カーブ、チェンジアップを使用する。

## 詳細情報

### 年度別投手成績
| 年 度    | 球 団    | 登 板 | 先 発 | 完 投 | 完 封 | 無 四 球 | 勝 利 | 敗 戦 | セ 丨 ブ | ホ 丨 ル ド | 勝 率 | 打 者 | 投 球 回 | 被 安 打 | 被 本 塁 打 | 与 四 球 | 敬 遠 | 与 死 球 | 奪 三 振 | 暴 投 | ボ 丨 ク | 失 点 | 自 責 点 | 防 御 率 | W H I P |
| -------- | -------- | ----- | ----- | ----- | ----- | -------- | ----- | ----- | -------- | ----------- | ----- | ----- | -------- | -------- | ----------- | -------- | ----- | -------- | -------- | ----- | -------- | ----- | -------- | -------- | ------- |
| 2017     | OAK      | 18    | 18    | 0     | 0     | 0        | 4     | 11    | 0        | 0           | .267  | 414   | 91.1     | 116      | 21          | 33       | 0     | 0        | 72       | 0     | 0        | 67    | 62       | 6.11     | 1.61    |
| 2018     | OAK      | 5     | 5     | 0     | 0     | 0        | 0     | 3     | 0        | 0           | .000  | 102   | 24.1     | 25       | 5           | 8        | 0     | 1        | 12       | 1     | 0        | 14    | 14       | 5.18     | 1.36    |
| MLB：2年 | MLB：2年 | 23    | 23    | 0     | 0     | 0        | 4     | 14    | 0        | 0           | .222  | 516   | 115.2    | 141      | 26          | 39       | 0     | 1        | 84       | 0     | 0        | 81    | 76       | 5.91     | 1.56    |

- 2020年度シーズン終了時

### 年度別守備成績
| 年 度 | 球 団 | 投手（P） | 投手（P） | 投手（P） | 投手（P） | 投手（P） | 投手（P） |
| 年 度 | 球 団 | 試 合     | 刺 殺     | 補 殺     | 失 策     | 併 殺     | 守 備 率  |
| ----- | ----- | --------- | --------- | --------- | --------- | --------- | --------- |
| 2017  | OAK   | 18        | 8         | 12        | 0         | 0         | 1.000     |
| 2018  | OAK   | 5         | 1         | 3         | 0         | 1         | 1.000     |
| MLB   | MLB   | 23        | 9         | 15        | 0         | 1         | 1.000     |

- 2020年度シーズン終了時

### 背番号
- 48（2017年 - 2018年）